# استودیو تریگر
شرکت تریگر (به انگلیسی: Studio Trigger)⁪ (ژاپنی: 株式会社トリガー هپبورن: Kabushiki-gaisha Torigā) که تحت عنوان استودیو تریگر (به انگلیسی: Studio Trigger) هم شناخته می‌شود، یک استودیو پویانمایی ژاپنی است که توسط کارمندان سابق گایناکس هیرویوکی ایمایشی و ماساهیکو اوتسوکا در سال ۲۰۱۱ تأسیس شد. آثار کیل لا کیل (۲۰۱۳)، سایبرپانک: اج رانرز (۲۰۲۲) و خوشمزه در دانجن (۲۰۲۴) ساخته این استودیو هستند.

## پیوند به بییرون
- Trigger Inc. on Twitter (به ژاپنی)
- استودیو تریگر  در دانشنامهٔ انیمه نیوز نتورک
- Trigger Fukuoka  در دانشنامهٔ انیمه نیوز نتورک